# Vaccinium irigaense
Vaccinium irigaense är en ljungväxtart som beskrevs av Elmer Drew Merrill. Vaccinium irigaense ingår i Blåbärssläktet, och familjen ljungväxter. Inga underarter finns listade i Catalogue of Life.